# Psaliodes albifulva
Psaliodes albifulva är en fjärilsart som beskrevs av W. Warren 1909. Psaliodes albifulva ingår i släktet Psaliodes och familjen mätare. Inga underarter finns listade i Catalogue of Life.